# Municipe
Le municipe (municipium en latin) est l'un des statuts possibles pour une cité du monde romain antique. À la différence, en théorie, du statut de colonie (colonia), le municipe succède à une communauté pérégrine. Le statut de municipe participe donc à la promotion de villes d'origine indigène à l'intérieur de la cité romaine. 
La caractéristique principale de ces villes était de se diriger elles-mêmes. Apparu au IVe siècle av. J.-C., le statut de municipe a connu de nombreuses évolutions, l'emploi des termes municipium et municipes (« habitant d'un municipe ») changeant lui aussi. Le statut de municipe conféra d'abord la citoyenneté romaine, mais souvent sous une forme réduite (sine suffragio, « sans suffrage »). À partir de l'empire, sous le règne de Claude ou sous les Flaviens, les municipes créés reçoivent désormais le droit latin : seuls les magistrats reçoivent la citoyenneté romaine. On prend donc soin de distinguer les municipes romains des municipes latins.

## Municipes romains et municipes de droit latin
Il faut différencier deux types de municipe :

### Les municipes romains: un outil de la conquête et de l'intégration de l'Italie sous la République
Le municipe de citoyens romains (municipium civium romanorum) est un statut attribué à des collectivités locales dans lequel les municipes (citoyens du municipe) ont la citoyenneté romaine,  complète (civitas optimo iure), ce qui incluait le droit de vote, ou incomplète (sine suffragio), sans le droit de vote. Comme les autres citoyens, ils devaient acquitter l'impôt et les devoirs militaires, mais n'avaient pas le droit de participer aux comices. Avec le temps un municipe sine suffragio pouvait acquérir le droit de vote. Ces municipes conservaient leurs institutions pré-romaines et gardaient donc une spécificité et une identité historique distincte de celle de Rome. Le municipe offrait donc un cadre local à l'exercice de la citoyenneté romaine et a permis l'intégration dans le territoire romain de collectivités italiennes voisines de Rome puis de plus en plus éloignées. Il semble qu'à la fin du IIe siècle avant notre ère tous les municipes avaient reçu le droit romain complet.
Les origines de l'institution sont obscures, nos sources étant souvent lacunaires et parfois contradictoires. Le premier municipe sine suffragio fut la cité étrusque de Caere, en -390 selon Aulu-Gelle mais peut-être seulement un peu plus tard et avant -348. Après la guerre sociale toute l'Italie fut municipalisée : le statut de municipe changeait de signification, ce n'était plus l'intégration d'une collectivité spécifique dans le cadre romain avec conservation de ses particularités ; ce fut au contraire un cadre homogène donné aux diverses collectivités italiennes qui recevaient en bloc la citoyenneté romaine. Par la suite, des cités situées hors d'Italie purent devenir municipes romains, l'une des dernières connues étant la cité de Volubilis, en Maurétanie Tingitane, au début du règne de Claude.

### Les municipes latins sous le Haut-Empire permettent l'expansion contrôlée de la citoyenneté dans les provinces

Détail d'un des passages de la lex irnitana (rubrique 90).

Le second type de municipe est formé par des collectivités locales recevant le droit latin ainsi qu'un statut municipal et une constitution régie par une loi municipale. Si les habitants ne possédaient pas la citoyenneté romaine, ils partageaient cependant avec elle le droit de mariage et le droit de commerce (conubium et commercium). Les magistrats recevaient la citoyenneté en sortie de charge. L'exercice de la justice était soumis au droit romain, mais pouvait aussi relever des coutumes locales. Ce nouveau statut, celui de municipe latin (municipium latinum) fut créé à une date controversée entre le règne de Claude et celui des Flaviens, époque où les municipes latins connaissent un développement important. Des inscriptions, retrouvées en Espagne (Malaga, Salpensa et surtout Irni) renseignent sur l'organisation des municipes sous Domitien. La lex Irnitana, dont d'importants fragments furent publiés en 1986 dans le Journal of Roman Studies puis dans L’Année épigraphique, montre toute l'importance des finances publiques dans le fonctionnement des cités et leurs liens avec Rome.
Les institutions municipales sont copiées sur le modèle romain : un Sénat local, le collège des décurions, élit des duumvirs (équivalent des consuls à Rome) pour une année. L'exercice d'une charge dans un municipe donne ensuite accès au collège des décurions de ce municipe. Au IIe siècle de notre ère, avec le développement de la pratique des colonies honoraires (consistant à donner à une cité le titre de colonie et le cadre institutionnel correspondant sans y installer des colons), le statut de municipe a pu sembler, pour beaucoup de cités, constituer une première étape vers le statut de colonie, jugé plus prestigieux. Par ailleurs, l'emploi des termes municeps et municipe s'était généralisé et, selon le témoignage d'Aulu-Gelle bien des Romains ne saisissaient plus la distinction entre colonie et municipe.

## Exemple de municipes romains et latins
De très nombreuses cités reçurent le statut de municipe, à mesure de l'extension du monde romain. Quelques municipes connus dans les provinces romaines :
- Tusculum, le premier municipe
- Irni, Iptuci et Malaga, en Bétique,
- Verulamium (St Albans), en Bretagne,
- Olissipo (Lisbonne), en Lusitanie,
- Hippone et Dougga en Afrique proconsulaire.

## Interprétation moderne
En France, en Suisse et en Tunisie, c'est l'organisation d'une commune; au Canada c'est le nom d'une corporation chargée de l'administration des affaires locales.
En Roumanie, c'est une grande ville avec un rôle particulier à l'intérieur d'une subdivision administrative. Parfois c'est une ville qui a une autonomie totale par rapport à la subdivision administrative dans laquelle elle se place. Il y a des municipes de trois degrés d'importance. Le seul municipe de degré 0 est Bucarest, la capitale, qui a les mêmes prérogatives qu'un département. Les plus grandes villes chefs-lieux de județ sont des municipes de degré 1 et les autres chefs-lieux de département, ainsi que d'autres villes d'une certaine importance sont des municipes de degré 2.
En Belgique, certaines communes constituées d'une seule localité portent en latin le titre de municipium. Par exemple, la commune de Saint-Gilles-Lez-Bruxelles s'appelle Municipium Sancti Ægydii Obbruxelæ.